# Cyril Saugrain
Cyril Saugrain, nacido el 22 de junio de 1973 en Livry-Gargan, fue un ciclista profesional francés que fue profesional de 1994 a 2003.

## Palmarés
| 1993 - París-Tours sub-23 1995 - 1 etapa del Tour de Vaucluse - 1 etapa del Tour de l'Ain 1996 - 1 etapa del Tour de Francia - 1 etapa del Tour de Vaucluse | 1998 - 1 etapa del Circuito Franco-Belga 1999 - Grand Prix de Villers-Cotterêts |

## Resultados en las grandes vueltas
| Carrera         | 1994 | 1995 | 1996 | 1997 | 1998 | 1999 | 2000 | 2001 | 2002  | 2003 |
| --------------- | ---- | ---- | ---- | ---- | ---- | ---- | ---- | ---- | ----- | ---- |
| Giro de Italia  | -    | -    | -    | -    | -    | -    | -    | -    | -     | -    |
| Tour de Francia | -    | -    | Ab.  | Ab.  | -    | -    | -    | -    | -     | -    |
| Vuelta a España | -    | -    | -    | -    | Ab.  | -    | -    | -    | 114.º | -    |
| Mundial en Ruta | -    | -    | -    | -    | -    | -    | -    | -    | -     | -    |

-: no participa

Ab.: abandono